# Diego de San Pedro
Diego de San Pedro (¿1437-1498?) fou un poeta i narrador castellà del Prerenaixement.

## Biografia
Va estar al servei del Maestre de Calatrava, Pedro Girón, cap al 1459 i fou alcalde del castell de Peñafiel el 1466. Posteriorment fou oïdor del rei i del seu "Consejo".

## Obra
En el Cancionero General de Hernando del Castillo es conserven alguns poemes interessants seus ("Sermón", "Desprecio de Fortuna"), però és més conegut per les seves dues novel·les sentimentals.
La primera d'aquestes novel·les, el Tratado de amores de Arnalte y Lucenda (1491), fou traduïda al francès per Herberay des Essarts, a l'italià per Maralfi i a l'anglès per Holyband (1575). La narració en aquesta obra comença i acaba amb la invocació de l'autor a les dames de la cort, entre el que se situa un intercanvi de cartes entre els amants i una sèrie de diàlegs entre ells i amb altres personatges (Belisa i El Ierso) i entre Arnalte i el propio autor, que actua com a confident de l'amant menyspreat i com a dipositari de la història. S'hi insereixen també algunes composicions poètiques (invocació a la Verge i les seves set "angustias").
La novel·la més famosa és, això no obstant, Cárcel de Amor, composta entre 1483 i 1485 i impresa el 1492, un autèntic èxit editorial de l'època, que fou aviat traduïda a totes les llengües d'Europa, i seguï reeditant-se i traduint-se encara durant els segles xvi i xvii. Fou traduïda al català per Bernardí Vallmanya i publicada com a Lo càrcer d'amor per Joan Rosembach el 1493, en el que constitueix probablement el primer llibre il·lustrat de la impremta catalana. Conta una desgraciada història d'amors, com l'anterior, aquest cop entre Leriano i Laureola, i el lent suïcidi del primer. Una gran part de la novel·la és epistolar. Exercí certa influència sobre La Celestina de Fernando de Rojas, ja que un dels passatges més bells del llibre, el plany de la mare de Leriano, recorda el plany de Pleberio en la citada obra. Les seves fonts són l'Elegia di madonna Fiammeta de Giovanni Boccaccio, elements dantescos i la llegenda del Sant Graal.
En ambdues novel·les l'erotisme segueix les convencions de l'amor cortès i es representa en forma al·legòrica. En el seu estil es recorre a les paradoxes, a l'antítesi i a l'oxímoron